# 210434 Fungyuancheng
210434 Fungyuancheng este un asteroid din centura principală de asteroizi.

## Descriere
210434 Fungyuancheng este un asteroid din centura principală de asteroizi. A fost descoperit pe 20 decembrie 2008 la Observatorul Lulin de Hong Qin Lin și Ye Quan-Zhi. Asteroidul prezintă o orbită caracterizată de o semiaxă mare de 3,05 ua, o excentricitate de 0,04 și o înclinație de 12,6° în raport cu ecliptica.